# کاج سوماترا

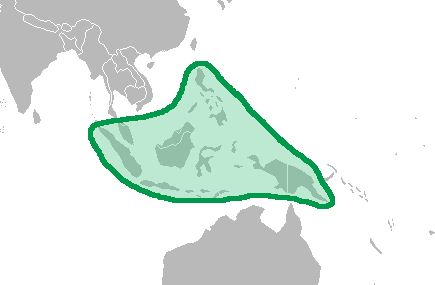
منطقه گیاهی و جانوری مالیسیا

کاج سوماترا یکی از گونه‌های کاج است که در منطقه بیوجغرافیایی مالیسیا در جنوب شرقی آسیا می‌روید. منطقه رویش این درخت، بیشتر کوهستان‌های شمال جزیره سوماترا و بخش‌هایی از فیلیپین است.

## بازنمایی
این کاج در میان سایر کاج‌ها اندازه‌ای متوسط دارد و به بلندی ۲۵ تا ۴۵ متر و به قطر یک متر می‌رسد. پوست تنه آن نارنجی تا قرمز است و برگ (سوزن)های آن به‌صورت جفتی و بسیار نازک (کمتر از یک میلیمتر) و به درازی ۱۵ تا ۲۰ سانتیمتر است. مخروط‌های آن باریک و مخروطی‌شکل به اندازه ۵ تا ۸ سانتیمتر است.